# فوكر إف 28 فلوشيب
فوكر إف 28 فلوشيب (بالأنجليزية:Fokker F28 Fellowship) هي طائرة ركاب إقليمية بمحركين خلفيان تستخدم للرحلات القصيرة والمتوسطة وصممت من قبل شركة الطيران الهولندية فوكر وصنع منها 241 طائرة وأول طيران كان في 9 مايو 1967 ودخلت الخدمة في 28 مارس 1969، وهي أول طائرة نفاثة تصنعها فوكر.

## أحداث وحوادث
- في 10 مارس 1989:كانت طائرة طيران أونتاريو الرحلة 1363 المتجهة من ثاندر باي إلي وينيبيغ عبر درايدن قد تحطمت علي بعد 15 متر من مطار درايدن الدولي بسبب الجليد المتراكم علي الأجنحة وذيل الطائرة وقد قتل في الحادث 24 شخصا من بينهم الطيارين ونجا 45 شخصا وجرح أكثر من 43 شخصا
- في 22 مارس 1992:كانت طائرة يو إس إيرويز الرحلة 405 المتجهة من نيويورك إلي كليفلاند قد تحطمت في خليج فلاشينغ قرب مطار لاغوارديا بسبب خطأ الطيار والجليد المتراكم علي الأجنحة وذيل الطائرة وقد قتل في الحادث 27 شخصا ونجا 24 شخصا
- في 9 يناير 2003:كانت طائرة تانس بيرو الرحلة 222 المتجهة من كاياو إلي شاشابوياس عبر تشيكلايو قد تحطمت في مطار شاشابوياس عندما كانت مقتربة من الأرض بسبب خطأ الطيار وقد قتل في الحادث جميع الركاب والطاقم البالغ عددهم 46 شخصا